# Бехер, Иоганнес Роберт
Иога́ннес Роберт Бе́хер (нем. Johannes Robert Becher; 22 мая 1891[…], Мюнхен — 11 октября 1958[…], Восточный Берлин) — немецкий прозаик и поэт, министр культуры ГДР. Лауреат Международной Сталинской премии «За укрепление мира между народами» (1952).
Автор антивоенного романа «Люизит, или Единственная справедливая война» (1926).

## Биография
В 1917 году стал членом Независимой социал-демократической партии Германии, в 1918 году — «Союза Спартака», в 1919 году — компартии Германии. С 1932 года — издатель газеты «Die Rote Fahne» (Красное знамя). 15 марта 1933 года бежал от нацистов через Вену, Прагу, Цюрих и Париж в СССР. В Советском Союзе, где Бехер прожил почти десять лет, были написаны многие стихотворения, роман «Прощание» (1940), пьесы «Зимняя битва» и «Дорога в Фюссен».
После Второй мировой войны вернулся в Германию, в советскую зону. С 1946 года был членом Центрального комитета СЕПГ. После образования ГДР Бехер стал членом Народной палаты и написал текст гимна ГДР.
С 1954 по 1958 год был министром культуры ГДР, с 1953 по 1958 год — президентом Академии искусств ГДР. Супруга — немецкая писательница и журналистка Лилли Бехер.

## Награды
- Серебряный орден «За заслуги перед Отечеством» (ГДР) (1954)

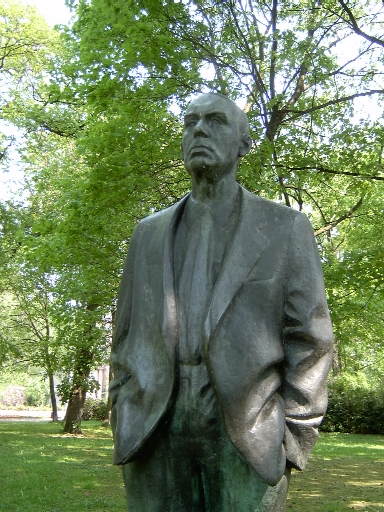
Ф. Кремер. Иоганнес Бехер (бронза). Панков-парк (Берлин)